# Mohammed Zahir Shah
Mohammed Zahir Shah (in pashtu محمد ظاهر شاه; Kabul, 16 ottobre 1914 – Kabul, 23 luglio 2007) è stato un sovrano afghano, l'ultimo del regno, dal 1933 al 1973.
L'8 novembre 1933 fu proclamato re, dopo che il padre Mohammed Nadir Shah fu assassinato.

## Biografia
Mohammad Zahir Shah nacque in una famiglia di pashtun, la più grande etnia dell'Afghanistan, che aveva preso il potere dopo aver spodestato Habibullah Kalakānī. Zahir fu anche educato presso i Darizoban, avendo così accesso a entrambi i gruppi etnici. Dopo la seconda guerra mondiale, durante la quale riuscì a mantenere sia la neutralità dell'Afghanistan che i suoi confini, il re riconobbe l'urgenza di una modernizzazione del paese. Zahir Shah fece arrivare consulenti stranieri, fondò la prima moderna università e rafforzò le relazioni culturali e commerciali con l'Europa. Nel 1964 una nuova costituzione trasformò l'Afghanistan in una moderna democrazia con libere elezioni, un parlamento, diritti civili, emancipazione per le donne e suffragio universale.
Durante il suo regno, il paese godette di un periodo di stabilità. L'Afghanistan divenne inoltre una destinazione popolare per i turisti occidentali desiderosi di visitare le sue montagne e le sue rovine di antiche civiltà. Nonostante la modernizzazione, le rivalità tra le fazioni tribali del paese rimasero. Suo cugino ed ex primo ministro Mohammed Daud Khan mise in atto un colpo di Stato nel 1973 e stabilì un governo repubblicano, mentre Zahir Shah si trovava in Italia per un controllo medico. In seguito a questo Zahir Shah abdicò, ponendo fine alla dinastia Barakzai, e visse in esilio in Italia per ventinove anni, nel quartiere dell'Olgiata a Roma; nel 1991 si salvò da un tentativo di omicidio nei suoi confronti. Gli fu vietato di tornare in Afghanistan durante il regime comunista che, appoggiato dall'Unione Sovietica, governò il paese sul finale degli anni settanta.
Zahir viene criticato da alcuni per essere rimasto in Italia durante i momenti più difficili per l'Afghanistan, sotto il regime fondamentalista dei Talebani, rifiutando di rilasciare dichiarazioni contro di loro. I Talebani erano in prevalenza di etnia pashtun, e si sono macchiati di massacri, pulizia etnica e persecuzione delle etnie non pashtun.

### Dopo l'intervento americano
Nell'aprile del 2002, mentre l'Afghanistan era oggetto dell'intervento delle forze ISAF, Zahir Shah rientrò dall'esilio romano per assistere all'apertura della Loya Jirga, che si riunì nel giugno 2002. Dopo la caduta del regime talebano, vi furono chiare istanze per la restaurazione della monarchia. In un simile contesto, Zahir Shah dichiarò che avrebbe accettato qualsiasi responsabilità assegnatagli dalla Loya Jirga, anche qualora fosse stato proclamato capo di Stato senza la restaurazione della monarchia. Tuttavia, nonostante molti rappresentanti dell'Assemblea fossero pronti a votare in favore di Zahir Shah, quest'ultimo fu obbligato dagli Stati Uniti a farsi da parte a vantaggio del loro candidato, Hamid Karzai.
Le forti pressioni statunitensi portarono all'accettazione del regime repubblicano da parte della Loya Jirga; tuttavia la Costituzione del 2004 riconobbe a Zahir Shah il titolo onorifico di "Padre della Nazione", già conferitogli dalla Loya Jirga nel 2002, dando rilievo al suo ruolo nella storia afgana come simbolo apartitico di unità nazionale. Il 7 dicembre 2004 presenziò a Kabul al giuramento di Hamid Karzai come presidente dell'Afghanistan. Con la nomina a presidente dell'Afghanistan di Hamid Karzai, appartenente al clan Popalzai e amico della casa reale, molti uomini vicini a Zahir Shah ricevettero posti chiave nel governo di transizione, mentre Zahir Shah ritornò ad abitare nel vecchio palazzo reale.
Mentre si trovava in Francia per un check-up medico, si ruppe il femore scivolando in bagno il 21 giugno 2003. In seguito a questo, iniziarono a circolare voci riguardo alla sua morte sia in Afghanistan che in Pakistan. Nel 2004 soffrì di vari problemi di salute che lo portarono a numerosi ricoveri in più ospedali. Il 23 luglio 2007 morì all'età di 92 anni nel palazzo presidenziale di Kabul.

## Ascendenza
|                                                  |                                                    |                                                                     | Genitori                                           |  |  | Nonni |  |  | Bisnonni                                         |  |  | Trisnonni                                                           |  |
|                                                  |                                                    |                                                                     |                                                    |  |  |       |  |  | Sardar Mohammad Yahya Khan, Governatore di Kabul |  |  | Sultano Muhammad Khan Telai, Governatore di Kabul, Peshawar e Kohat |  |
|                                                  |                                                    |                                                                     |                                                    |  |  |       |  |  | Sardar Mohammad Yahya Khan, Governatore di Kabul |  |  | Sultano Muhammad Khan Telai, Governatore di Kabul, Peshawar e Kohat |  |
|                                                  |                                                    | Una dama del clan Popalzai                                          |                                                    |  |  |       |  |  | Sardar Mohammad Yahya Khan, Governatore di Kabul |  |  |                                                                     |  |
| Sardar Mohammed Yusuf Khan, Governatore di Herāt |                                                    |                                                                     |                                                    |  |  |       |  |  | Sardar Mohammad Yahya Khan, Governatore di Kabul |  |  |                                                                     |  |
|                                                  |                                                    | Hamdan Sultana Begum *                                              | Sardar Muhammad Akbar Khan, Emiro di Afghanistan   |  |  |       |  |  |                                                  |  |  |                                                                     |  |
|                                                  |                                                    | Hamdan Sultana Begum *                                              | Sardar Muhammad Akbar Khan, Emiro di Afghanistan   |  |  |       |  |  |                                                  |  |  |                                                                     |  |
|                                                  |                                                    | Hamdan Sultana Begum *                                              | …                                                  |  |  |       |  |  |                                                  |  |  |                                                                     |  |
| Mohammed Nadir Shah, Re dell'Afghanistan         |                                                    | Hamdan Sultana Begum *                                              |                                                    |  |  |       |  |  |                                                  |  |  |                                                                     |  |
|                                                  |                                                    | Ali Ahmad Mirza, Khan Bahadur                                       | Ayub Shah Durrani, Emiro di Afghanistan            |  |  |       |  |  |                                                  |  |  |                                                                     |  |
|                                                  |                                                    | Ali Ahmad Mirza, Khan Bahadur                                       | Ayub Shah Durrani, Emiro di Afghanistan            |  |  |       |  |  |                                                  |  |  |                                                                     |  |
|                                                  |                                                    | Ali Ahmad Mirza, Khan Bahadur                                       | …                                                  |  |  |       |  |  |                                                  |  |  |                                                                     |  |
| Sharaf Sultana Hukumat Begum                     |                                                    | Ali Ahmad Mirza, Khan Bahadur                                       |                                                    |  |  |       |  |  |                                                  |  |  |                                                                     |  |
|                                                  |                                                    | …                                                                   | …                                                  |  |  |       |  |  |                                                  |  |  |                                                                     |  |
|                                                  |                                                    | …                                                                   | …                                                  |  |  |       |  |  |                                                  |  |  |                                                                     |  |
|                                                  |                                                    | …                                                                   | …                                                  |  |  |       |  |  |                                                  |  |  |                                                                     |  |
| Mohammed Zahir Shah                              |                                                    | …                                                                   |                                                    |  |  |       |  |  |                                                  |  |  |                                                                     |  |
|                                                  | Sardar Mohammad Yahya Khan, Governatore di Kabul * | Sultano Muhammad Khan Telai, Governatore di Kabul, Peshawar e Kohat |                                                    |  |  |       |  |  |                                                  |  |  |                                                                     |  |
|                                                  | Sardar Mohammad Yahya Khan, Governatore di Kabul * | Sultano Muhammad Khan Telai, Governatore di Kabul, Peshawar e Kohat |                                                    |  |  |       |  |  |                                                  |  |  |                                                                     |  |
|                                                  | Sardar Mohammad Yahya Khan, Governatore di Kabul * | Una dama del clan Popalzai *                                        |                                                    |  |  |       |  |  |                                                  |  |  |                                                                     |  |
| Sardar Muhammad Asif Khan                        | Sardar Mohammad Yahya Khan, Governatore di Kabul * |                                                                     |                                                    |  |  |       |  |  |                                                  |  |  |                                                                     |  |
|                                                  |                                                    | Hamdan Sultana Begum *                                              | Sardar Muhammad Akbar Khan, Emiro di Afghanistan * |  |  |       |  |  |                                                  |  |  |                                                                     |  |
|                                                  |                                                    | Hamdan Sultana Begum *                                              | Sardar Muhammad Akbar Khan, Emiro di Afghanistan * |  |  |       |  |  |                                                  |  |  |                                                                     |  |
|                                                  |                                                    | Hamdan Sultana Begum *                                              | …                                                  |  |  |       |  |  |                                                  |  |  |                                                                     |  |
| Mah Parwar Begum                                 |                                                    | Hamdan Sultana Begum *                                              |                                                    |  |  |       |  |  |                                                  |  |  |                                                                     |  |
|                                                  |                                                    | …                                                                   | …                                                  |  |  |       |  |  |                                                  |  |  |                                                                     |  |
|                                                  |                                                    | …                                                                   | …                                                  |  |  |       |  |  |                                                  |  |  |                                                                     |  |
|                                                  |                                                    | …                                                                   | …                                                  |  |  |       |  |  |                                                  |  |  |                                                                     |  |
| Murwarid Begum                                   |                                                    | …                                                                   |                                                    |  |  |       |  |  |                                                  |  |  |                                                                     |  |
|                                                  |                                                    | …                                                                   | …                                                  |  |  |       |  |  |                                                  |  |  |                                                                     |  |
|                                                  |                                                    | …                                                                   | …                                                  |  |  |       |  |  |                                                  |  |  |                                                                     |  |
|                                                  |                                                    | …                                                                   | …                                                  |  |  |       |  |  |                                                  |  |  |                                                                     |  |
|                                                  |                                                    | …                                                                   |                                                    |  |  |       |  |  |                                                  |  |  |                                                                     |  |

## Onorificenze
Di seguito la lista delle onorificenze.